# Dinaelurus crassus
Dinaelurus crassus és una espècie de mamífer extint de la família dels nimràvids. Se n'han trobat restes fòssils als Estats Units.